# Таллин — Санкт-Петербург (поезд)

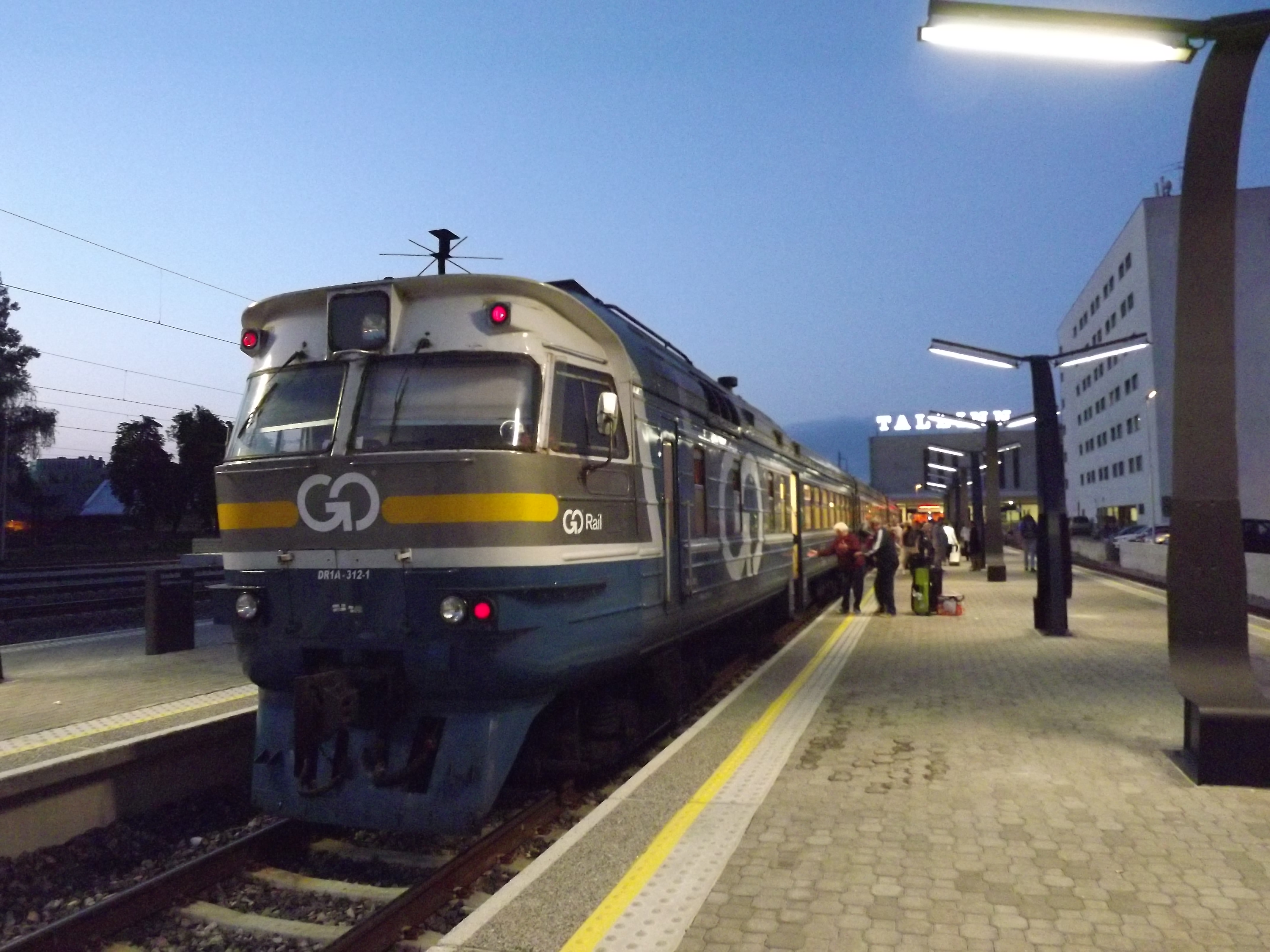
Балтийский поезд компании GoRail

Таллин — Санкт-Петербург —  железнодорожный маршрут, обслуживавшийся поездами эстонской компании GoRail. Формировался в период с 1991 по 2008 годы. 
С сентября 2008 по 26 мая 2012 года поезда в Санкт-Петербург не ходили по причине экономической убыточности. 
С 27 мая 2012 по 11 мая 2015 года маршрут Таллин — Санкт-Петербург-Витебский был возобновлён и обслуживался дизельным поездом ДР1А-312. После возобновления поезда ФПК 18 июля 2015 года в пределах Эстонии GoRail сохранил только поезд Нарва — Таллинн. 
В свою очередь РЖД сохраняет поезд Москва — Таллин, по состоянию на 2019 год являющийся фирменным и следующий через города Санкт-Петербург, Кингисепп, Ивангород, Нарва, Йыхви, Раквере и Тапа. Маршрут пролегал в том числе и по Нарвскому железнодорожному мосту.
По состоянию на 2019 года существовали планы по запуску скоростного поезда между Таллином и Санкт-Петербургом. Предполагалось, что поездка в одну сторону должна занять 4,5 часа с прохождением пограничного контроля в ходе движения, как на поезде «Аллегро». Российской и эстонской сторонами были сформированы рабочие группы для изучения целесообразности данного маршрута.